# Bäck i Tomming
Bäck i Tomming – miejscowość (småort) w Szwecji w gminie Sundsvall w regionie Västernorrland. Około 68 mieszkańców.